# Philippe Charlot
 (janvier 2018).
Pour les articles homonymes, voir Charlot (homonymie).
Philippe Charlot, né le 27 janvier 1960, est un scénariste de bande dessinée et musicien français.

## Biographie
À partir de 2010, Philippe Charlot a participé aux ouvrages collectifs Game Over (tomes 4 et 5) chez Dupuis/Mad Fabrik et À vous Cognacq-Jay tomes 1 et 2 chez Delcourt. En 2011, il écrit Fantômes de Cornélius, le premier album de la série Bourbon Street pour Grand Angle. Toujours en 2011, pour Dargaud, il collabore avec Joël Callède et Fred Campoy pour commencer la trilogie Karma Salsa.

## Œuvres

### Séries

#### Bourbon Street
Dessin d'Alexis Chabert, couleurs de Sébastien Bouët, Bamboo, coll. « Grand Angle ». 46 planches par album, format 241 mm x 321 mm. Album de l'année 2012, Festival international de la BD de Chambéry.   
1. Les Fantômes de Cornelius, juin 2011  (ISBN 978-2-8189-0595-1).
2. Tournée d'adieux, octobre 2012  (ISBN 978-2-8189-2146-3)

- Intégrale Bourbon Street, 92 planches, juin 2018  (ISBN 978-2-8189-4521-6).

#### Karma Salsa
Scénario avec Joël Callède, dessin de Frédéric Campoy, couleurs de Véronique Sutter, Dargaud. 46 planches par albums, format 241 mm x 321 mm.
1. 1, juin 2012  (ISBN 978-2-505-01391-4).
2. 2, avril 2013  (ISBN 978-2-505-01673-1).
3. 3, avril 2014  (ISBN 978-2-505-01988-6).

#### Le Train des Orphelins
Dessin de Xavier Fourquemin, couleurs de Scarlett Smulkowski, Bamboo, coll. Grand Angle  — Prix 2012 de la BD Historique et sociale - Prix de l'asso à Baiona Komiki 2014 - Prix des lecteurs du Morbihan 2014 - Meilleur album FestiBD Moulins 2014 - Meilleur Scénario FestiBD Moulins 2014 - Prix Transbulleur 2015 Roch'fort en Bulles[réf. nécessaire]. 46 planches par albums, format 241 mm x 321 mm.
1. Jim, octobre 2012  (ISBN 978-2-8189-2157-9).
2. Harvey, janvier 2013  (ISBN 978-2-8189-2221-7).
3. Lisa, juin 2013  (ISBN 978-2-8189-2410-5).
4. Joey, mars 2014  (ISBN 978-2-8189-2659-8).
5. Cowpoke Canyon, janvier 2015  (ISBN 978-2-8189-3236-0).
6. Duels, janvier 2016  (ISBN 978-2-8189-3473-9).
7. Racines, janvier 2017  (ISBN 978-2-8189-4076-1).
8. Adieux, mai 2017  (ISBN 978-2-8189-4156-0).

- Intégrale tomes 1 & 2, 92 planches, septembre 2015  (ISBN 978-2-8189-3311-4).
- Intégrale tomes 3 & 4, 92 planches, janvier 2019  (ISBN 978-2-8189-6624-2).

#### Les Sœurs Fox
Dessin et couleurs de Grégory Charlet, Bamboo, coll. Grand Angle. 46 planches par albums, format 241 mm x 321 mm.
1. Esprits, êtes-vous là ?, 46 planches, juin 2017  (ISBN 978-2-8189-4174-4).

#### Le Cimetière des Innocents
Dessin de Xavier Fourquemin, couleurs de Hamo, Bamboo, coll. « Grand Angle ». 54 planches par album, format 241 mm x 321 mm.
1. Oriane et l'Ordre des morts, janvier 2018  (ISBN 978-2-8189-4382-3).
2. Le Bras de Saint Anthelme, juillet 2018  (ISBN 978-2-8189-4992-4).
3. Le Grand Mystère de l'au-delà, mars 2019  (ISBN 978-2-8189-6688-4).

#### Les Enquêtes de Lord Harold, douzième du nom
Dessin et couleurs de Xavier Fourquemin, Vents d'Ouest. 54 planches par album, format 241 mm x 321 mm.
1. Blackchurch, janvier 2020  (ISBN 978-2-7493-0903-3).

#### Ellis Island
Dessins et couleurs de Miras.
1. Tome I : Ellis Island, Bienvenue en Amérique, Grand angle, Bamboo éditions, 2020  (ISBN 978-2-8189-6784-3).
2. Tome II : Ellis Island, le rêve américain, Grand angle, Bamboo éditions, 2021  (ISBN 978-2-8189-6785-0).

### One Shot
- Comedian Harmonists, dessin de Cédric Pérez, BDMusic, coll. BD Voices, 2012.
- Harmonijka, scénario avec Greg Zlap, dessin et couleurs de Miras, 96 planches, Glénat, juin 2012  (ISBN 978-2-7234-8232-5).
- Gran café Tortoni, dessin et couleurs de Winoc, 102 planches, Bamboo, coll. « Grand Angle », janvier 2018  (ISBN 978-2-8189-4040-2).
- Phare Ouest : L'ultime épopée des Terre-Neuvas, dessin et couleurs de Stéphane Heurteau, 80 planches, Bamboo, coll. « Grand Angle », mai 2019  (ISBN 978-2-8189-6707-2).

### Ouvrages collectifs
- Le Francophonissime, avec Al'Covial, dans À vous Cognacq-Jay ! tome 1, Delcourt, coll. Humour de rire, 2010.
- Game Over, quelques gags, 2010.